# سینت کلیر (میزوری)
سینت کلیر (به انگلیسی: Saint Clair) یک شهر در ایالات متحده آمریکا است که در شهرستان فرانکلین، میزوری واقع شده‌است. سینت کلیر ۹٫۶۱ کیلومتر مربع مساحت و ۴٬۷۲۴ نفر جمعیت دارد و ۲۳۵٫۹۲ متر بالاتر از سطح واقع شده‌است.